# Erich Bautz
Erich Bautz (Dortmund, 26 mei 1913 – aldaar, 17 september 1986) was een Duits wielrenner.

## Belangrijkste overwinningen
1933
- Ronde van Keulen

1936
- Ronde van Keulen

1937
- 8e etappe Ronde van Duitsland
- Duits kampioen op de weg, Elite
- 4e etappe Ronde van Luxemburg
- 4e etappe Ronde van Frankrijk
- 17e etappe deel a Ronde van Frankrijk

1938
- 5e etappe Ronde van Duitsland
- 13e etappe Ronde van Duitsland

1939
- 3e etappe Ronde van Duitsland

1941
- Duits kampioen op de weg, Elite

1942
- Duits kampioen stayeren, Elite

1947
- 5e etappe Ronde van Duitsland
- Eindklassement Ronde van Duitsland

1948
- 6e etappe Ronde van Duitsland
- 10e etappe Ronde van Duitsland

1950
- Duits kampioen stayeren, Elite
- Duits kampioen op de weg, Elite

## Resultaten in voornaamste wedstrijden
| Jaar | Ronde van Italië | Ronde van Frankrijk | Ronde van Spanje |
| ---- | ---------------- | ------------------- | ---------------- |
| 1935 |                  |                     |                  |
| 1936 |                  | opgave              |                  |
| 1937 |                  | 9e (2)              |                  |

| Jaar |  | WK op de weg |
| ---- |  | ------------ |
| 1935 |  | 9e           |
| 1936 |  |              |
| 1937 |  |              |